# Bematistes toroense
Bematistes toroense är en fjärilsart som beskrevs av Edward Bagnall Poulton 1929. Bematistes toroense ingår i släktet Bematistes och familjen praktfjärilar. Inga underarter finns listade i Catalogue of Life.